# Velký Troubný
Velký Troubný je přírodní památka poblíž obce Slavonice v okrese Jindřichův Hradec. Oblast spravuje Agentura ochrany přírody a krajiny ČR. Důvodem ochrany je mezotrofní rybník s vysokou druhovou diverzitou fytoplanktonu i zooplanktonu.

## Galerie

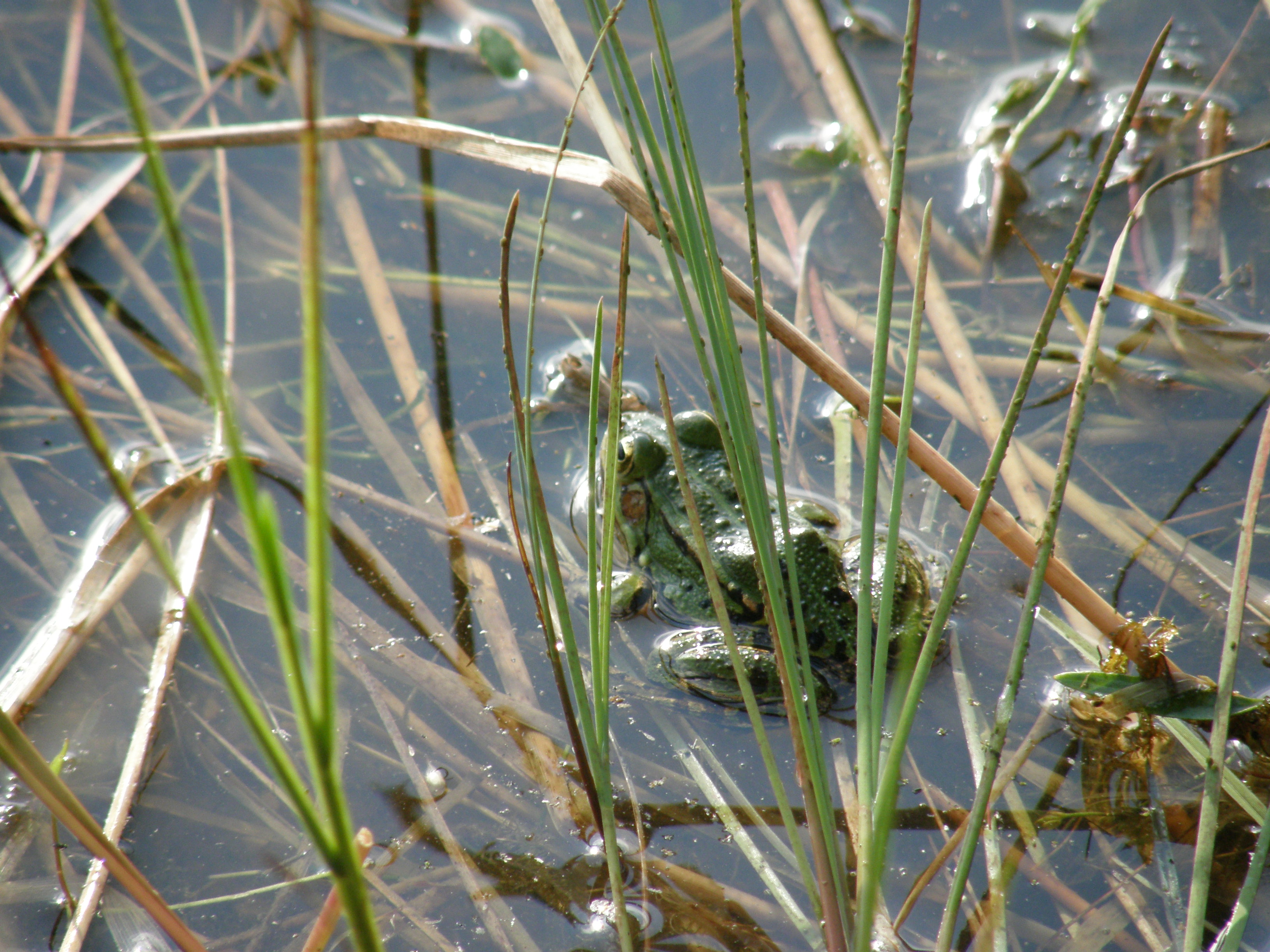
Skokan zelený
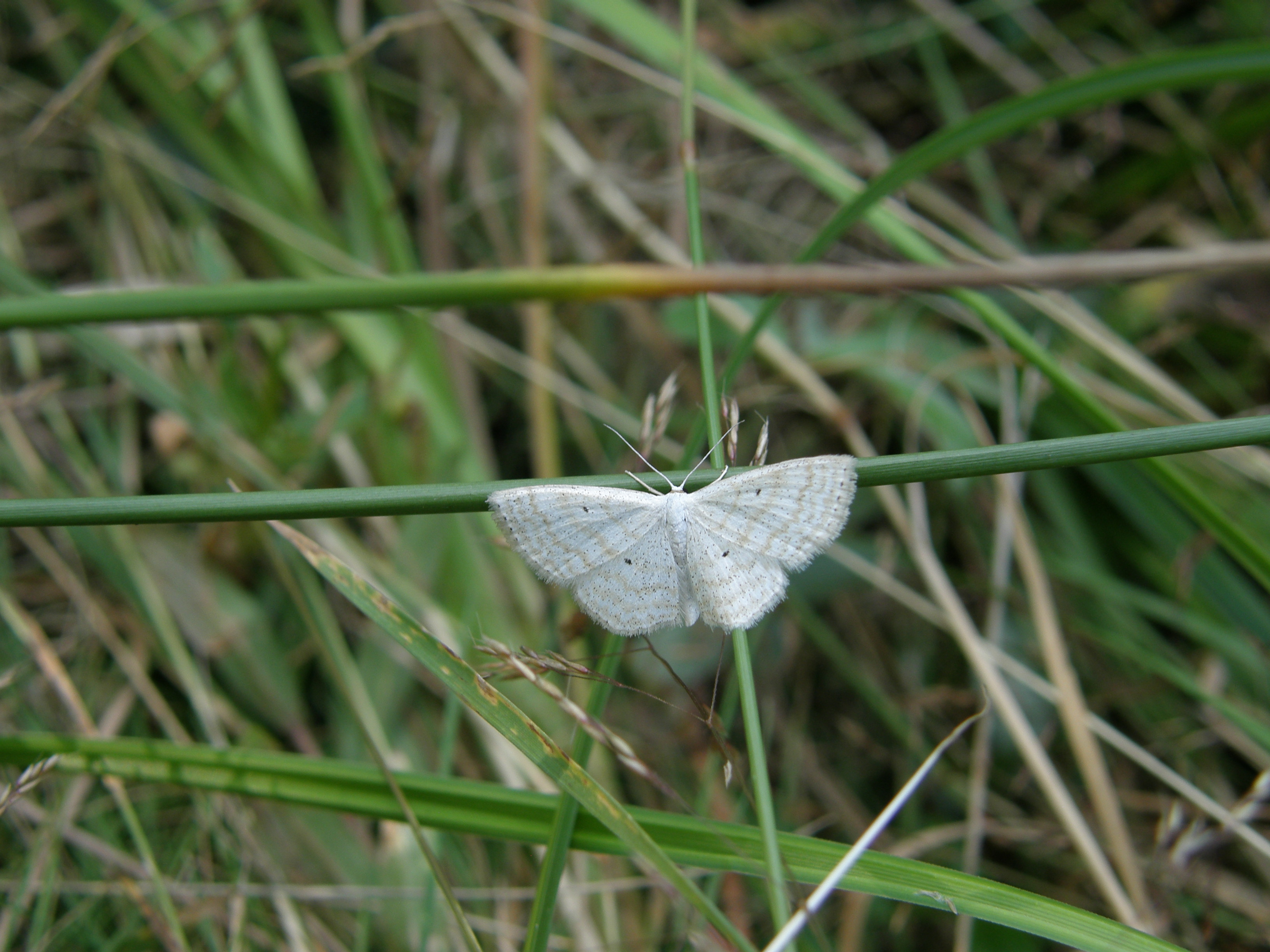
Jeden z motýlů, kteří se v oblasti vyskytují
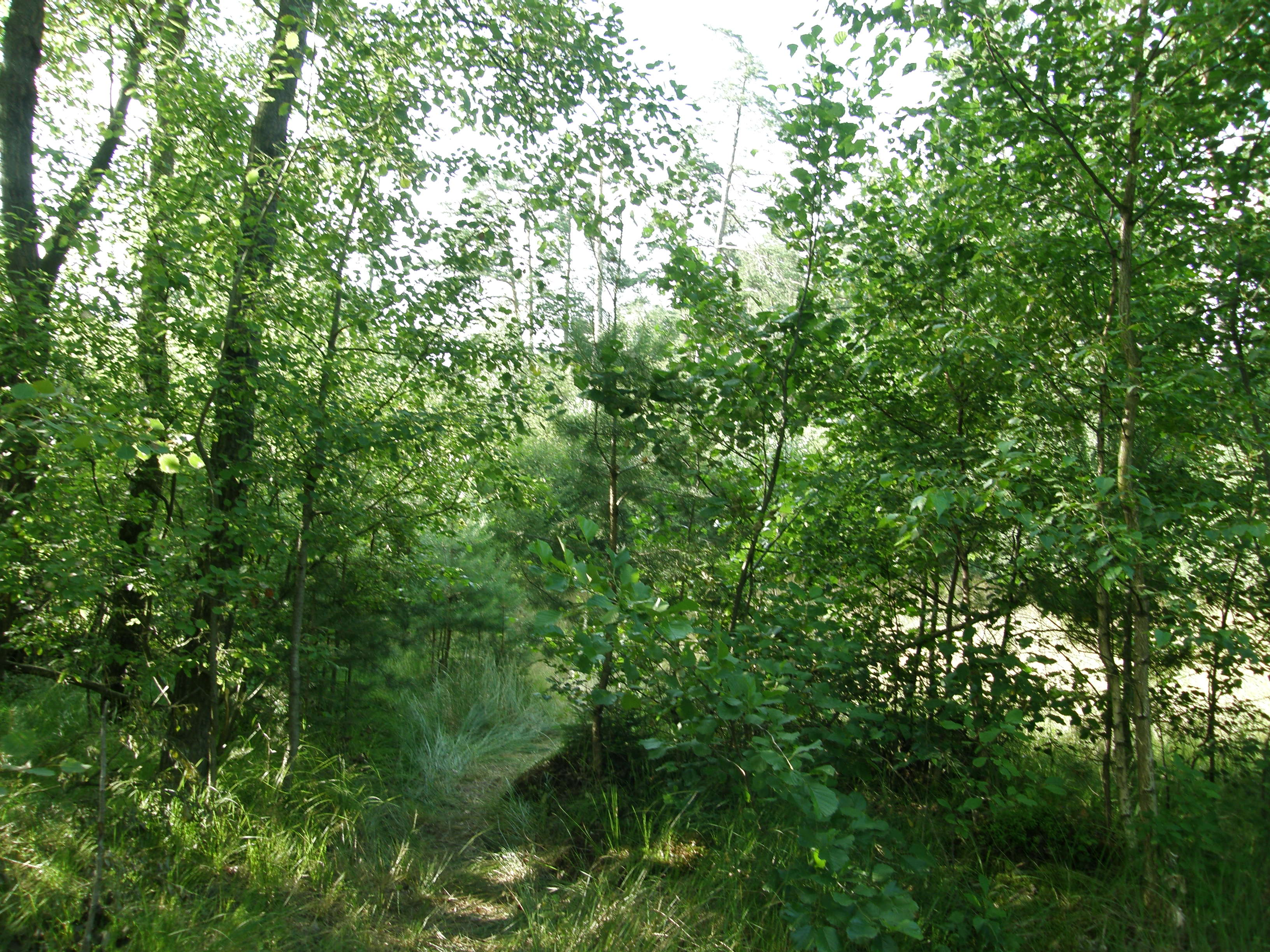
Břízy